# Diocesi di Girardot
La diocesi di Girardot (in latino: Dioecesis Girardotensis) è una sede della Chiesa cattolica in Colombia suffraganea dell'arcidiocesi di Bogotà. Nel 2023 contava 771.640 battezzati su 964.550 abitanti. È retta dal vescovo Jaime Muñoz Pedroza.

## Territorio
La diocesi comprende 33 comuni nella parte sud-occidentale del dipartimento colombiano di Cundinamarca: Agua de Dios, Anapoima, Anolaima, Apulo, Arbeláez, Beltrán, Bituima, Cabrera, Cachipay, El Colegio, Fusagasugá, Girardot, Granada, Guataquí, Jerusalén, La Mesa, Nariño, Nilo, Pandi, Pasca, Pulí, Quipile, Ricaurte, San Antonio del Tequendama, San Bernardo, San Juan de Rioseco, Silvania, Tena, Tibacuy, Tocaima, Venecia, Vianí e Viotá.
Sede vescovile è la città di Girardot, dove si trova la cattedrale del Cuore Immacolato di Maria Vergine.
Il territorio si estende su una superficie di 4.800 km² ed è suddiviso in 69 parrocchie, raggruppate in 3 vicariati: Girardot, Sumapaz e Tequendama.

## Storia
La diocesi è stata eretta il 29 maggio 1956 con la bolla Quandocumque amplo di papa Pio XII, ricavandone il territorio dall'arcidiocesi di Bogotà.

## Cronotassi dei vescovi
Si omettono i periodi di sede vacante non superiori ai 2 anni o non storicamente accertati.
- Alfredo Rubio Díaz † (29 maggio 1956 - 12 febbraio 1961 nominato vescovo di Sonsón)
- Ciro Alfonso Gómez Serrano † (8 aprile 1961 - 24 luglio 1972 nominato vescovo coadiutore di Socorro e San Gil)
- Jesús María Coronado Caro, S.D.B. † (10 febbraio 1973 - 30 luglio 1981 nominato vescovo di Duitama)
- Rodrigo Escobar Aristizábal (21 maggio 1982 - 17 settembre 1987 dimesso)
- Jorge Ardila Serrano † (21 maggio 1988 - 15 giugno 2001 ritirato)
- Héctor Julio López Hurtado, S.D.B. (15 giugno 2001 - 11 luglio 2018 ritirato)
- Jaime Muñoz Pedroza, dall'11 luglio 2018

## Statistiche
La diocesi nel 2023 su una popolazione di 964.550 persone contava 771.640 battezzati, corrispondenti all'80,0% del totale.
| anno | popolazione | popolazione | popolazione | presbiteri | presbiteri | presbiteri | presbiteri                | diaconi | religiosi | religiosi | parrocchie |
| anno | battezzati  | totale      | %           | numero     | secolari   | regolari   | battezzati per presbitero | diaconi | uomini    | donne     | parrocchie |
| ---- | ----------- | ----------- | ----------- | ---------- | ---------- | ---------- | ------------------------- | ------- | --------- | --------- | ---------- |
| 1966 | 390.000     | 400.000     | 97,5        | 72         | 46         | 26         | 5.416                     |         | 40        | 300       | 42         |
| 1970 | 450.000     | 480.000     | 93,8        | 65         | 44         | 21         | 6.923                     |         | 31        | 311       | 47         |
| 1976 | 493.000     | 540.000     | 91,3        | 62         | 41         | 21         | 7.951                     |         | 25        | 360       | 44         |
| 1980 | 499.000     | 540.200     | 92,4        | 63         | 40         | 23         | 7.920                     |         | 38        | 328       | 44         |
| 1990 | 580.000     | 600.000     | 96,7        | 72         | 56         | 16         | 8.055                     |         | 36        | 317       | 48         |
| 1999 | 470.000     | 539.374     | 87,1        | 102        | 88         | 14         | 4.607                     |         | 32        | 346       | 55         |
| 2000 | 481.185     | 551.185     | 87,3        | 99         | 87         | 12         | 4.860                     |         | 30        | 361       | 55         |
| 2001 | 490.000     | 560.000     | 87,5        | 102        | 91         | 11         | 4.803                     |         | 29        | 361       | 55         |
| 2002 | 490.000     | 560.000     | 87,5        | 108        | 98         | 10         | 4.537                     |         | 28        | 377       | 55         |
| 2003 | 480.000     | 560.000     | 85,7        | 110        | 99         | 11         | 4.363                     |         | 31        | 386       | 55         |
| 2004 | 480.000     | 580.000     | 82,8        | 113        | 93         | 20         | 4.247                     |         | 49        | 287       | 55         |
| 2006 | 485.000     | 610.000     | 79,5        | 106        | 91         | 15         | 4.575                     |         | 49        | 330       | 57         |
| 2013 | 531.000     | 667.000     | 79,6        | 129        | 106        | 23         | 4.116                     |         | 40        | 290       | 60         |
| 2016 | 712.104     | 848.409     | 83,9        | 151        | 115        | 36         | 4.715                     | 1       | 43        | 306       | 67         |
| 2019 | 725.000     | 905.800     | 80,0        | 155        | 125        | 30         | 4.677                     | 4       | 72        | 419       | 69         |
| 2021 | 756.000     | 944.780     | 80,0        | 142        | 124        | 18         | 5.323                     | 2       | 33        | 456       | 69         |
| 2023 | 771.640     | 964.550     | 80,0        | 164        | 114        | 50         | 4.705                     | 1       | 60        | 401       | 69         |